# El camino (película de 2000)
El camino es una película de Argentina filmada en colores dirigida por Javier Olivera sobre su propio guion escrito en colaboración con Constanza Novick sobre el argumento de Olivera que se estrenó el 17 de agosto de 2000 y que tuvo como actores principales a Ezequiel Rodríguez, Antonella Costa, Héctor Anglada y Daniel Valenzuela.

## Sinopsis
Un joven que viaja a la Patagonia argentina buscando a su padre, conoce durante la travesía a una mujer, y entre ellos nacerá algo más que una amistad.

## Reparto
- Ezequiel Rodríguez …Manuel
- Antonella Costa …Carolina
- Héctor Anglada …Ramón "Moncho" Moreno
- Daniel Valenzuela …Sargento Hermenegildo Ferraro
- Lola Berthet …Lila
- Rubén Patagonia …Casimiro
- Alejandro Awada …Reverendo
- Fabio Aste …Fiscal
- Marita Ballesteros …Débora
- Ricardo Merkin …Comisario Paredes

## Comentarios
Clarín dijo:

«Típica road movie con protagonista buscando su destino…Al joven Olivera…aún le falta afinar su oficio (no utiliza muy bien la música, por ejemplo), pero demuestra tener muy claro qué necesita un producto fílmico para resultar eficaz. Acción, romance, algo de sexo, una pizca de suspenso, bellos paisajes y algunos gags son ingredientes que el público nunca deja de agradecer..»

Eugenia Guevara en cineismo dijo:

« El camino… se sustenta en una visión prejuiciosa y pintoresca del "otro" (llámese aborigen, cabecita negra o simplemente gente del interior), probablemente porque sus guionistas (el propio Javier y Constanza Novick) se parecen a su público-target. Esta road movie criolla está protagonizada por Manuel (un lamentable Ezequiel Rodríguez), el personaje más aburrido que se ha visto, sin temor a exagerar, en todo el cine argentino…hay escasos planos de El camino que no dejen ver una marca de bebidas, cigarrillos, estaciones de servicio (¡y hasta mapas!).» 

Horacio Bernades en Página 12 escribió:

«un “Conozca la Argentina”, con bellos paisajes de pampa y lagos al fondo. Intento de producto de consumo que muestra la hilacha.»